# Maestro Diamond
Die Maestro Diamond ist ein Massengutfrachter der Schweizer Reederei Maestro Shipping. Das Schiff fährt unter der Flagge der Marshallinseln. Es lief am 7. Oktober 2016 bei schwerer See auf das nordwestlich der Kadetrinne liegende Gedser Riff auf.
Das Schiff gehört zu einer Serie von Massengutschiffen, die auf der japanischen Werft Saiki Heavy Industries gebaut wurden. Die Schiffe der Serie unterscheiden sich teilweise etwas. Die Maestro Diamond wird von der Reederei Maestro Shipping betrieben, die ihren Sitz im Schweizer Fribourg hat. VR-Präsident ist Jørgen Poulsen Dannesboe, der 1971 Armada Shipping A/S gegründet hatte.

## Technische Daten und Ausstattung
Der Antrieb des Schiffes erfolgt durch einen Zweitakt-Sechszylinder-Dieselmotor mit 7.050 kW Leistung. Der Motor wirkt auf einen Propeller. Das Schiff erreicht eine Geschwindigkeit von rund 15 kn. Für die Stromerzeugung stehen vier Generatorsätze mit 1.998 kW Leistung zur Verfügung.
Das Schiff verfügt über fünf weitestgehend boxenförmige Laderäume. Die Gesamtkapazität der Laderäume beträgt rund 45.790 m³ für Schüttgut und rund 45.294 m³ für Stückgut. Für den schiffsseitigen Ladungsumschlag stehen vier Schiffskrane mit jeweils 36 t Hebefähigkeit zur Verfügung.
Die Tankdecke in den Laderäumen kann mit 22 t/m² belastet werden.

## Havarie 2016
Die Maestro Diamond startete ihre Reise mit 30.000 Tonnen Düngemitteln in Klaipėda, Litauen, mit dem Ziel New Orleans im Golf von Mexiko. In den Treibstofftanks des Schiffes befanden sich mehrere Tausend Liter Schweröl und Schiffsdiesel. 
Am 7. Oktober 2016 lief das Schiff bei schwerer See zwischen der mecklenburg-vorpommerischen Halbinsel Fischland-Darß-Zingst und der dänischen Insel Falster auf Grund. Das Joint Rescue Coordination Center Aarhus übernahm die Bergungskoordination. Wegen starker Winde und stürmischer See konnte das Schiff zunächst nicht freigeschleppt werden. Die Bergungsteams befürchteten am 10. Oktober 2016, dass die Außenhaut des Schiffes den gewaltigen Belastungen, die durch die Grundberührung auf die Rumpfkonstruktion wirken, nicht standhalten könnte. Die Schiffsbesatzung blieb an Bord. In der Nacht zum 11. Oktober 2016 wurde das Schiff durch ein Bergungsteam erfolgreich freigeschleppt.

## Havarie 2017
Am 29. August 2017 war das Schiff in der Sundastraße in eine Kollision mit zwei weiteren Schiffen verwickelt. Beteiligt waren noch ein Tanker und ein weiterer Massengutfrachter.